# 5161 Wightman
5161 Wightman è un asteroide della fascia principale. Scoperto nel 1980, presenta un'orbita caratterizzata da un semiasse maggiore pari a 2,8446917 UA e da un'eccentricità di 0,0847023, inclinata di 1,51034° rispetto all'eclittica.